# Morestel
 Morestel  (en francoprovenzal Mouretél) es una población y comuna francesa, en la región de Ródano-Alpes, departamento de Isère, en el distrito de La Tour-du-Pin y cantón de Morestel.

## Geografía
La ciudad de Morestel se sitúa sobre la antigua carretera nacional 75 entre Bourg-en-Bresse y Grenoble.
La ciudad es la cabeza de partido de la Comunidad de municipios del País de los Colores.

## Demografía
| 1455 | 1782 | 2308 | 2738 | 2972 | 3034 |
| Para los censos de 1962 a 1999 la población legal corresponde a la población sin duplicidades (Fuente: INSEE [Consultar]) |      |      |      |      |      |

## Eventos
- El festival internacional de poesía (bienal todos los años uniformes) de fama internacional se presenta como uno de los principales festivales de poesía en lengua francesa. 2008 señaló la décima edición y el tema del concurso fue “MAÑANA”. Numerosas personalidades presidieron este festival: Marlène Jobert, Yves Duteil, Christian Marin… Los poemas de los laureados se publican en una recopilación.
- El festival de la música atrae en sus callejuelas alrededor de 10 000 personas en el último fin de semana de junio, gracias a los numerosos grupos regionales y su apertura a las músicas del mundo…
- El Mercado de los Alfareros (bienal todos los años uniformes) tiene lugar en julio (recomendado por la Guía del Routard)
- El Salón de los anticuarios y del rastro (expositores profesionales solamente) en octubre.
- La fiesta de las luces el 8 de diciembre: espectáculo pirotécnico con luz y sonido, fuegos artificiales y abrasamiento de las defensas.
- Numerosas exposiciones de pintura, escultura o fotografía de marzo a diciembre en los distintos lugares de exposición de la ciudad: Casa Fuente, Asociación de los Artistas Contemporáneos de la ciudad de los pintores
- El Salón Internacional de la Fotografía tiene lugar cada tres años.
- “La Invernales” Exposición anual de fotografías de los miembros de Club Foto de MORESTEL al espacio “Pictur' mercados” de mediados de enero a mediados de marzo.
- El mercado semanal del domingo por la mañana y su pequeño tren sobre carretera que le hace visitar el centro urbano en período estival.

## Personalidades vinculadas al municipio
- Francois-Auguste Ravier, pintor.

## Lugares y monumentos

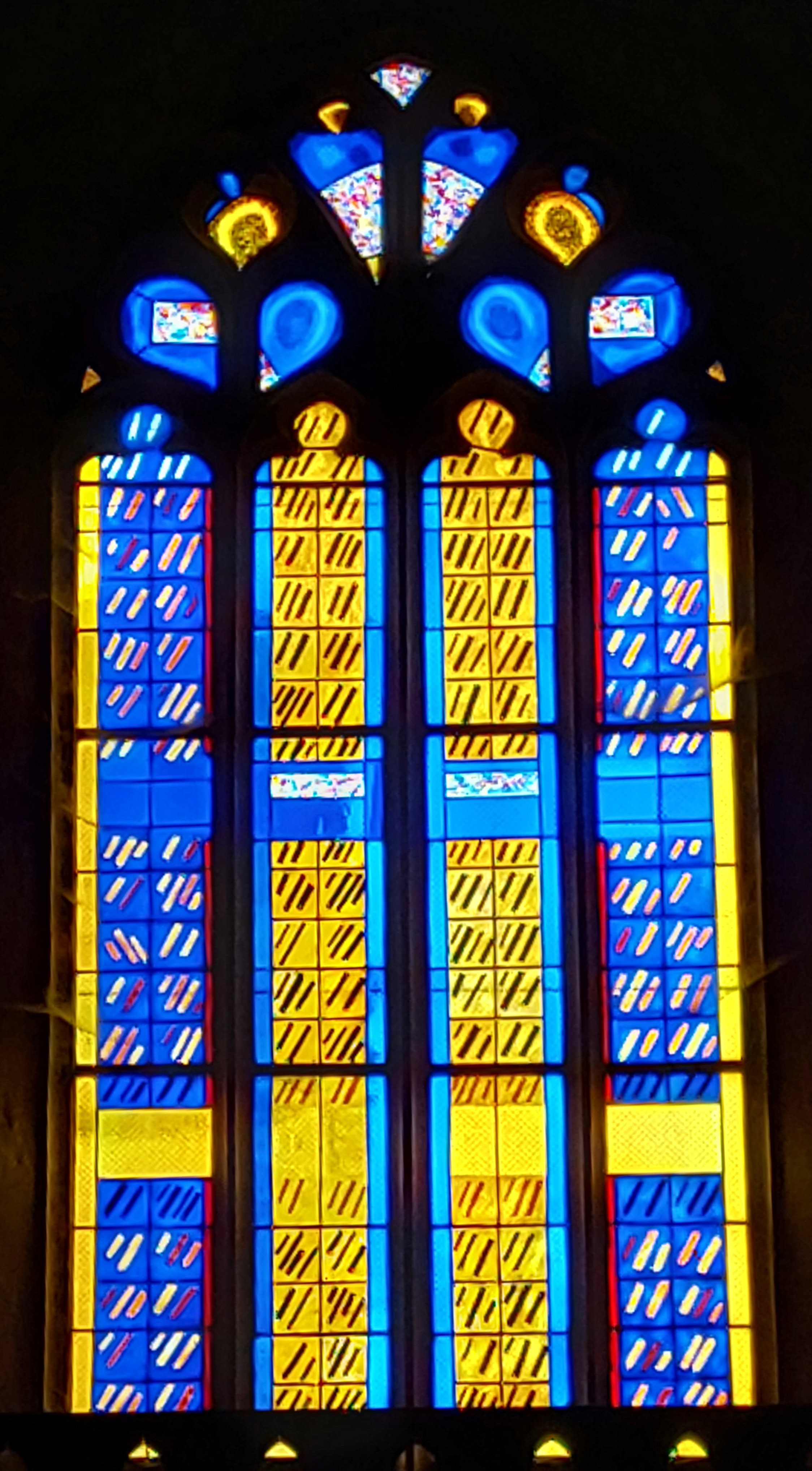
El vitral de la iglesia de san Sinforiano.

- La Torre medieval del siglo XII y su tabla de orientación. Es un antiguo torreón restaurado en 1973 e inscrito como uno de los monumentos históricos. Ofrece salas de exposiciones de pinturas. Su mirador ofrece una vista panorámica sobre las regiones y los Alpes. Se supone que se puede ver hasta 17 capillas de los pueblos y aldeas alrededores.
- 4 flores al palmarés de ciudades florecidas Ciudades y Pueblos Florecidos
- El Jardín Alpestre bajo las defensas
- El Jardín de Ciudad, dibujado según el tema de la paleta de colores del pintor
- El Parque municipal y sus juegos para niños
- Las defensas, iluminadas la noche
- La iglesia gótica Saint-Symphorien
- La casa Fuente
- El circuito patrimonial en la vieja ciudad